# NGC 1642
NGC 1642 (другие обозначения — UGC 3140, MCG 0-12-72, ZWG 393.73, IRAS04403+0031, PGC 15867) — спиральная галактика (Sc) в созвездии Телец.
Этот объект входит в число перечисленных в оригинальной редакции «Нового общего каталога».
Галактика NGC 1642 входит в состав группы галактик NGC 1762. Помимо NGC 1642 в группу также входят ещё 26 галактик.
Эта крупная галактика обращена к Земле плашмя, благодаря этому в ней удобно наблюдать спиральный узор  и получать кривые вращения галактики. В диске наблюдается небольшая несимметричность и однобокость. В 2015 году данные о галактике использовались для оценки модифицированной теории ньютоновской динамики, но модель показала плохое соответствие с наблюдениями.
NGC 1642 имеет низкую поверхностную яркость диска, что не характерно настолько крупным галактикам.